# Syzygium macilwraithianum
Syzygium macilwraithianum là một loài thực vật có hoa trong Họ Đào kim nương. Loài này được B.Hyland miêu tả khoa học đầu tiên năm 1983.